# Halijiwka
Halijiwka (ukr. Галіївка) – wieś na Ukrainie, w obwodzie żytomierskim, w rejonie żytomierskim, w hromadzie Olszanka. W 2001 liczyła 712 mieszkańców, spośród których 696 wskazało jako ojczysty język ukraiński, 12 rosyjski, 1 mołdawski, 1 białoruski, 1 ormiański, a 1 inny.